# Grallaria squamigera
Pita-formigueira-ondulada ou torom-ondulado (Grallaria squamigera) é uma espécie de ave da família Formicariidae.
Pode ser encontrada nos seguintes países: Bolívia, Colômbia, Equador, Peru e Venezuela.
Os seus habitats naturais são: regiões subtropicais ou tropicais húmidas de alta altitude.